# Comuna Șimand, Arad
Șimand (în maghiară: Alsósimánd, în germană: Schimand) este o comună în județul Arad, Crișana, România, formată numai din satul de reședință cu același nume.

## Demografie
Componența etnică a comunei Șimand
     Români (76,99%)
     Romi (9,86%)
     Maghiari (2,04%)
     Alte etnii (0,52%)
     Necunoscută (10,6%)
Componența confesională a comunei Șimand
     Ortodocși (66,85%)
     Penticostali (11,58%)
     Romano-catolici (4,21%)
     Greco-catolici (2,89%)
     Adventiști (2,35%)
     Alte religii (1,16%)
     Necunoscută (10,96%)
Conform recensământului efectuat în 2021, populația comunei Șimand se ridică la 3.876 de locuitori, în scădere față de recensământul anterior din 2011, când fuseseră înregistrați 3.982 de locuitori. Majoritatea locuitorilor sunt români (76,99%), cu minorități de romi (9,86%) și maghiari (2,04%), iar pentru 10,6% nu se cunoaște apartenența etnică. Din punct de vedere confesional, majoritatea locuitorilor sunt ortodocși (66,85%), cu minorități de penticostali (11,58%), romano-catolici (4,21%), greco-catolici (2,89%) și adventiști (2,35%), iar pentru 10,96% nu se cunoaște apartenența confesională.

## Politică și administrație
Comuna Șimand este administrată de un primar și un consiliu local compus din 13 consilieri. Primarul, Florin-Liviu Dema[*], de la Partidul Național Liberal, este în funcție din 2012. Începând cu alegerile locale din 2024, consiliul local are următoarea componență pe partide politice:
|  | Partid                          | Consilieri | Componența Consiliului | Componența Consiliului | Componența Consiliului | Componența Consiliului | Componența Consiliului | Componența Consiliului |
|  | ------------------------------- | ---------- | ---------------------- | ---------------------- | ---------------------- | ---------------------- | ---------------------- | ---------------------- |
|  | Partidul Național Liberal       | 6          |                        |                        |                        |                        |                        |                        |
|  | Alianța pentru Unirea Românilor | 3          |                        |                        |                        |                        |                        |                        |
|  | Partidul Social Democrat        | 2          |                        |                        |                        |                        |                        |                        |
|  | Partidul Puterii Umaniste       | 1          |                        |                        |                        |                        |                        |                        |
|  | Forța Dreptei                   | 1          |                        |                        |                        |                        |                        |                        |

## Atracții turistice
- Canalul Morilor
- Câmpia Crișului Alb și Crișului Negru (arie de protecție specială avifaunistică)